# その手に触れるまで
『その手に触れるまで』（そのてにふれるまで、Le Jeune Ahmed）は2019年のベルギー・フランスのドラマ映画。
監督はダルデンヌ兄弟、出演はイディル・ベン・アディとミリエム・アケディウなど。
ブリュッセルを舞台に、自分が通う学校の教師を殺害しようとした13歳のイスラム教徒の少年を描いた社会派映画。
2019年5月に開催された第72回カンヌ国際映画祭で監督賞を受賞した。

## ストーリー
ベルギーの首都ブリュッセルで母やきょうだいと暮らす13歳の少年アメッドは、ゲーム好きのごく平凡な少年だったが、地元の小さな食品店の2階にあるモスクに通うようになってからコーランに夢中となり、導師にそそのかされるままにイスラム過激主義に傾倒していく。そして、かつて識字障害を克服した際の恩人であるイスラム教徒の女性教師イネスとの「さよならの握手」ですら「大人のムスリムは女性に触らない」と拒否するようになる。そんなアメッドを母は厳しく叱るが、父が家族を捨てて家を出て以降、ベールを捨て、酒を飲むようになった母の言葉にアメッドは耳を貸さない。
そんな中、イネス先生が歌を通じて日常会話としてのアラビア語を学ぶ授業を提案したことに、聖なる言葉を歌で学ぶなど冒涜的として導師はイネス先生を背教者と断じ、さらに彼女を「聖戦の標的」とまで言う。この言葉にアメッドはイネス先生を殺すことを考えるようになる。アメッドはナイフを忍ばせてイネス先生のアパートを訪ね、部屋から出てきたイネス先生に襲いかかるが、彼女はかろうじて部屋の中に逃げ込み、難を逃れる。アメッドは導師のもとに逃げ込むが、慌てた導師はアメッドに、モスクと家族のために自首し、教師を殺そうとしたのはネット上の導師の影響だと言えと、自分との関係を否定するように指示する。
こうしてアメッドは少年院に入ることになる。少年院にはアラビア語を理解する先生もいるが、頑なな態度は変わらない。更生プログラムとしての農場作業では、動物に触れることも、親切にされることも受け入れられない。
面会で訪れた母は元のアメッドに戻って欲しいと泣く。そして、兄弟やイネス先生らの証言で導師が既に逮捕されたこと、またイネス先生がアメッドとの面会を望んでいることを告げる。この日を境にアメッドの態度は変わり、農場作業にも積極的に臨むようになる。しかし、これはイネス先生との面会を1日も早く実現させ、その際に彼女を殺すためだったのである。農場から盗んだプラスチック製の歯ブラシを削って作った凶器を忍ばせ、アメッドは従順なふりをしてイネス先生との面会の日を迎える。ところが、アメッドの姿を一目見たイネス先生が感情を高ぶらせて興奮状態に陥ってしまったことから面会は中止となる。
農場での作業を続ける中でアメッドは農場の娘ルイーズと少しずつ打ち解けあっていく。そして、ルイーズにキスを迫られたアメッドは、一旦は拒みつつも受け入れてしまう。しかし、イスラムの教えに反したとしてアメッドはルイーズにイスラム教への改宗を迫る。そんなアメッドに幻滅したルイーズの「天国も地獄もない」との言葉に怒ったアメッドは彼女を突き飛ばしてしまう。さらに、農場からの帰途で脱走したアメッドはイネス先生のいる学校に向かい、その場にあった金具を凶器として使うために盗むと、建物の中に入るために2階によじ登るが、誤って落ちてしまう。怪我で身体の自由が効かなくなったアメッドが救いを求めて口に出して呼んだのは母親だった。そして、凶器にするはずだった金具で音を立てたアメッドのもとにかけつけたイネス先生の手を握り、アメッドははじめて謝罪の言葉を口にする。

## キャスト
- アメッド: イディル・ベン・アディ（フランス語版）
- イネス先生: ミリエム・アケディウ（フランス語版）
- 教育官: オリヴィエ・ボノー
- ルイーズ: ヴィクトリア・ブルック - 農場主の娘。
- アメッドの母親: クレール・ボドソン（フランス語版）
- 導師: オスマン・ムーメン

## 作品の評価

### 映画批評家によるレビュー
アロシネによれば、フランスの24のメディアによる評価の平均点は5点満点中3.7点である。
Rotten Tomatoesによれば、批評家の一致した見解は「『その手に触れるまで』はダルデンヌ兄弟の最も成熟した作品ではないが、堅実な演技と社会的意識の高いストーリーが欠点を補っている。」であり、82件の評論のうち高評価は59%にあたる48件で、平均点は10点満点中6.5点となっている。
Metacriticによれば、21件の評論のうち、高評価は13件、賛否混在は8件、低評価はなく、平均点は100点満点中66点となっている。

### 受賞歴
| 賞                     | 部門                   | 対象                   | 結果       |
| ---------------------- | ---------------------- | ---------------------- | ---------- |
| 第72回カンヌ国際映画祭 | 監督賞                 | ダルデンヌ兄弟         | 受賞       |
| 第45回セザール賞       | 外国映画賞             |                        | ノミネート |
| 第10回マグリット賞     | 作品賞                 |                        | ノミネート |
| 第10回マグリット賞     | 監督賞                 | ダルデンヌ兄弟         | ノミネート |
| 第10回マグリット賞     | オリジナル脚本・脚色賞 | ダルデンヌ兄弟         | ノミネート |
| 第10回マグリット賞     | 助演女優賞             | ミリエム・アケディウ   | 受賞       |
| 第10回マグリット賞     | 助演女優賞             | クレール・ボドソン     | ノミネート |
| 第10回マグリット賞     | 助演男優賞             | オスマン・ムーメン     | ノミネート |
| 第10回マグリット賞     | 新人女優賞             | ヴィクトリア・ブルック | ノミネート |
| 第10回マグリット賞     | 新人男優賞             | イディル・ベン・アディ | 受賞       |
| 第10回マグリット賞     | 編集賞                 | マリー＝エレーヌ・ドゾ | ノミネート |